# Frits Vrijlandt
Frits Vrijlandt (Warnsveld, 21 juli 1967) bereikte op 17 mei 2000 als eerste Nederlander de top van de Mount Everest via de Noordgraat. Op 4 januari 2003 stond hij op Mount Vinson, de hoogste berg van Antarctica, waarmee hij zijn beklimming van de Seven Summits voltooide. Hij is de eerste Nederlander die alle zeven toppen bij de eerste poging heeft bereikt. Tegenwoordig geeft hij lezingen en motivational speeches. 

## Biografie
Frits Vrijlandt studeerde bouwkunde aan de Technische Universiteit Delft. Sinds 1988 is hij actief binnen de Nederlandse klim- en bergsport: als redacteur van het nieuwsblad (1988-1991), als bestuurslid (1990-1992), als alpien kader commissielid (1992-1995) en als alpien instructeur in zomer en winter. Van 2006 tot 2012 was hij voorzitter van de Koninklijke Nederlandse Klim- en Bergsport Vereniging (NKBV). Van 2012 tot 2020 was hij voorzitter van de internationale klim- en bergsportkoepel Union Internationale des Associations d'Alpinisme (UIAA).

## Beklimmingen
onder andere:
- 1991 Elbroes
- 1995 Kilimanjaro
- 1997 Aconcagua
- 2000 Mount Everest
- 2001 Denali (toen nog Mount McKinley geheten)
- 2001 Carstensz-Piramide
- 2002 Ama Dablam
- 2003 Mount Vinson
- 2005 Mount Kosciuszko
- 2006 Gasherbrum II
- 2009 Damavand
- 2011 Mardi Himal

## Op het web
- Bekroonde website van Frits' Mount Everestbeklimming
- Frits Vrijlandt en Rozemarijn Janssen